# Louis-Charles-Auguste Couder

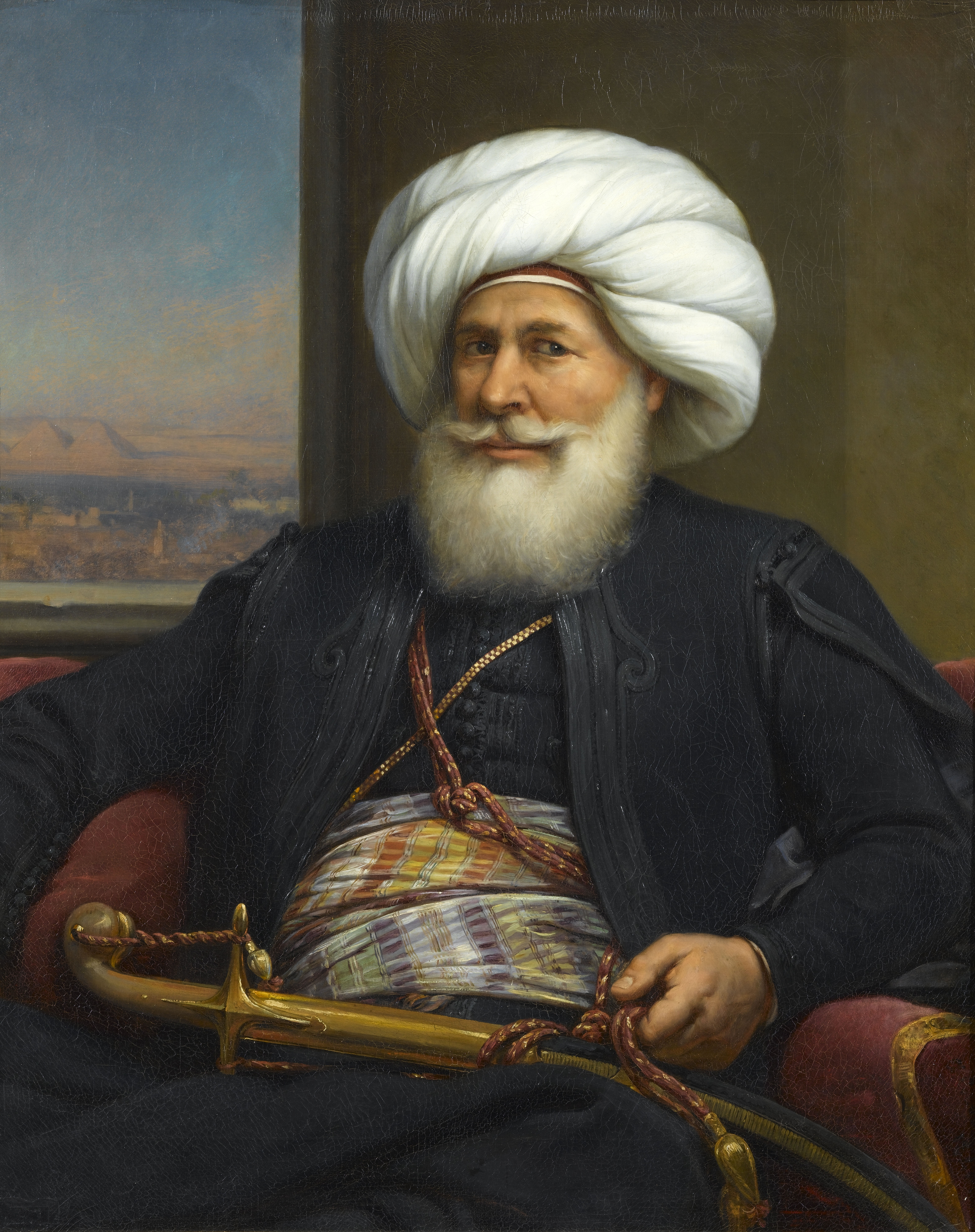
Mehemet Ali, wicekról Egiptu, 1840

Louis-Charles-Auguste Couder (ur. 1789, zm. 1873) – francuski malarz.
Uczeń Jeana-Baptiste'a Regnaulta i Jacques'a-Louisa Davida, członek Akademii Sztuk Pięknych od 1839, odznaczony Legią Honorową IV klasy (1841). Malował portrety, sceny historyczne i dekoracje ścienne. Jego najbardziej znanym dziełem jest portret wicekróla Egiptu Muhammada Ali. Pochowany jest na cmentarzu Père-Lachaise.